# Parallelia properans
Parallelia properans är en fjärilsart som beskrevs av Walker 1858. Parallelia properans ingår i släktet Parallelia och familjen nattflyn. Inga underarter finns listade i Catalogue of Life.